# Xylophanes aglaor
Espèce
Xylophanes aglaor est une espèce de lépidoptères de la famille des Sphingidae, de la sous-famille des Macroglossinae, tribu des Macroglossini, sous-tribu des Choerocampina, et du genre Xylophanes.

## Description
L'espèce est semblable en apparence à plusieurs autres membres du genre Xylophanes, mais un certain nombre de différences la distingue de Xylophanes libya, à laquelle elle se compare plus étroitement, en particulier par sa coloration plus sombre, à contrastes clairs. Des écailles noires sont dispersées sur les ailes, qui sont par ailleurs striées de cinq lignes postmédianes.

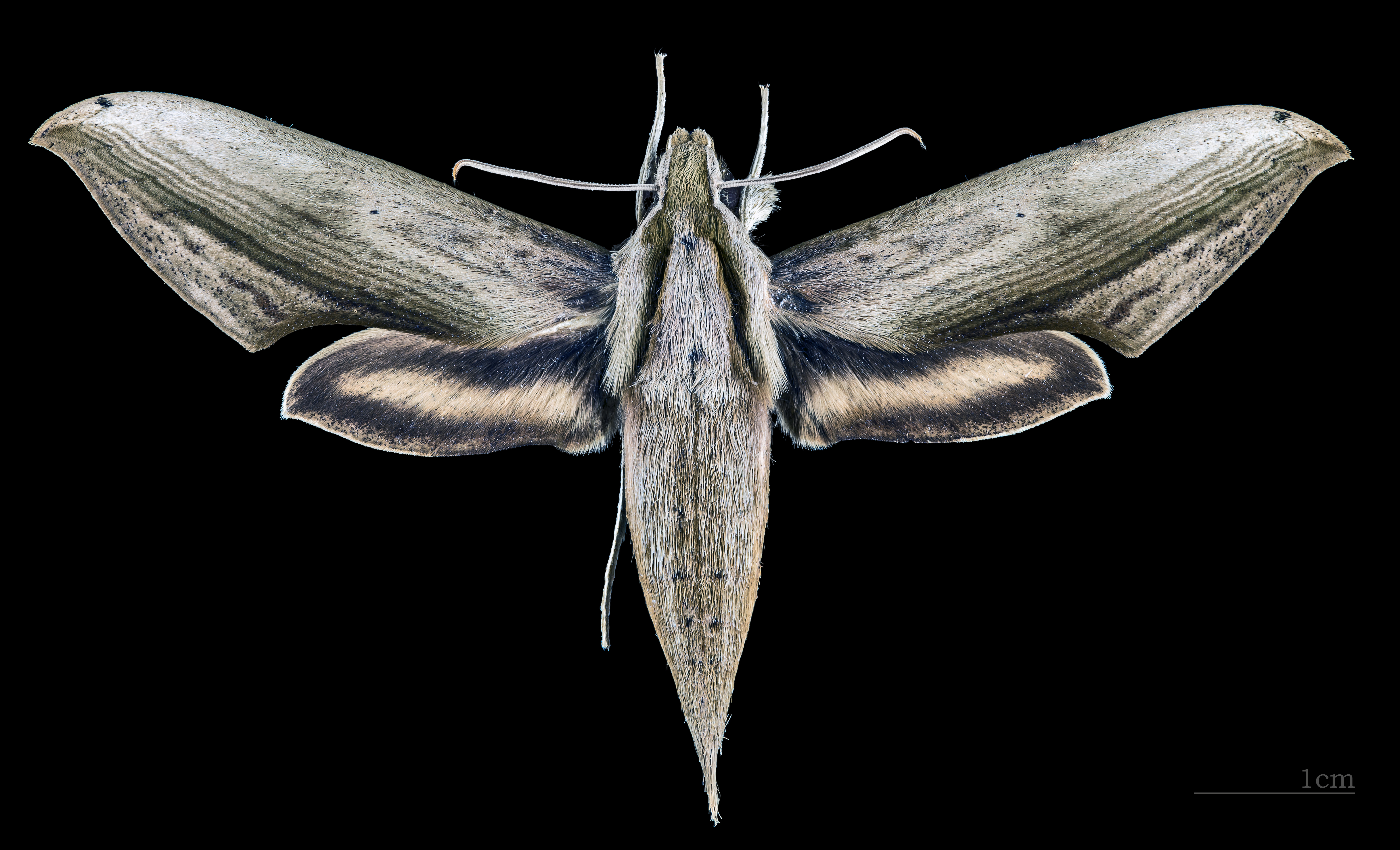
Xylophanes aglaor femelle, face dorsale (MHNT).
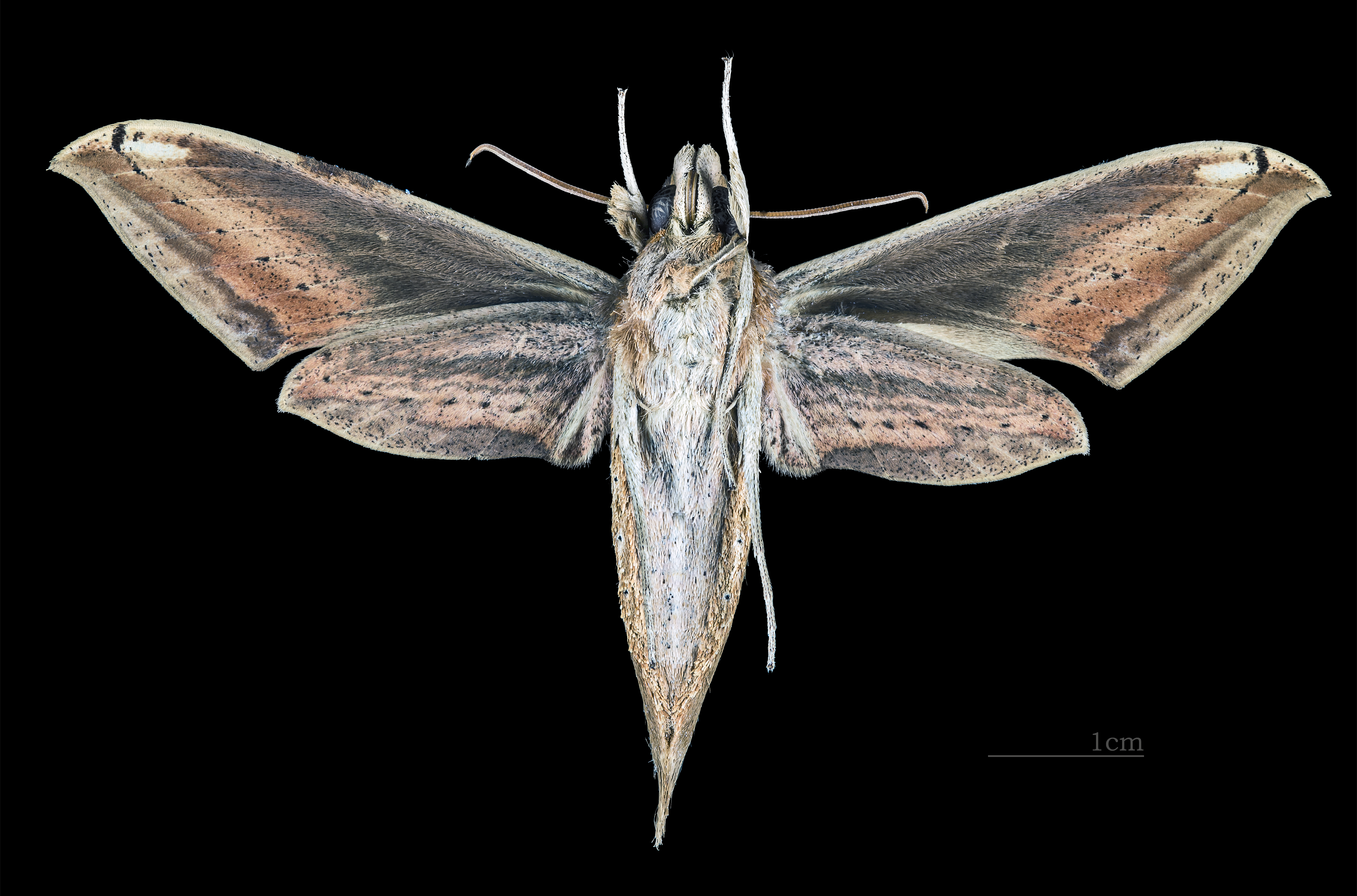
Xylophanes aglaor femelle, revers (MHNT).

## Biologie
Les chenilles se nourrissent sur Psychotria panamensis, Psychotria nervosa et Pavonia guanacastensis.

## Répartition et habitat
L'espèce est connue au Brésil et en Bolivie.

## Systématique
L'espèce Xylophanes aglaor a été décrite par le zoologiste français Jean-Baptiste Alphonse Dechauffour de Boisduval en 1875, sous le nom initial Choerocampa aglaor.

### Synonymie
- Choerocampa aglaor Boisduval, 1875 Protonyme